# Selección de fútbol de Odisha
La Selección de fútbol de Odisha es el equipo que representa al Estado de Odisha en los torneos de fútbol y es controlada por la Asociación de Fútbol de Odisha, federación que a su vez es parte de la All India Football Federation.
El equipo ha participado en todas las ediciones del Trofeo Santosh, pero nunca lo han podido ganar.

## Estadios

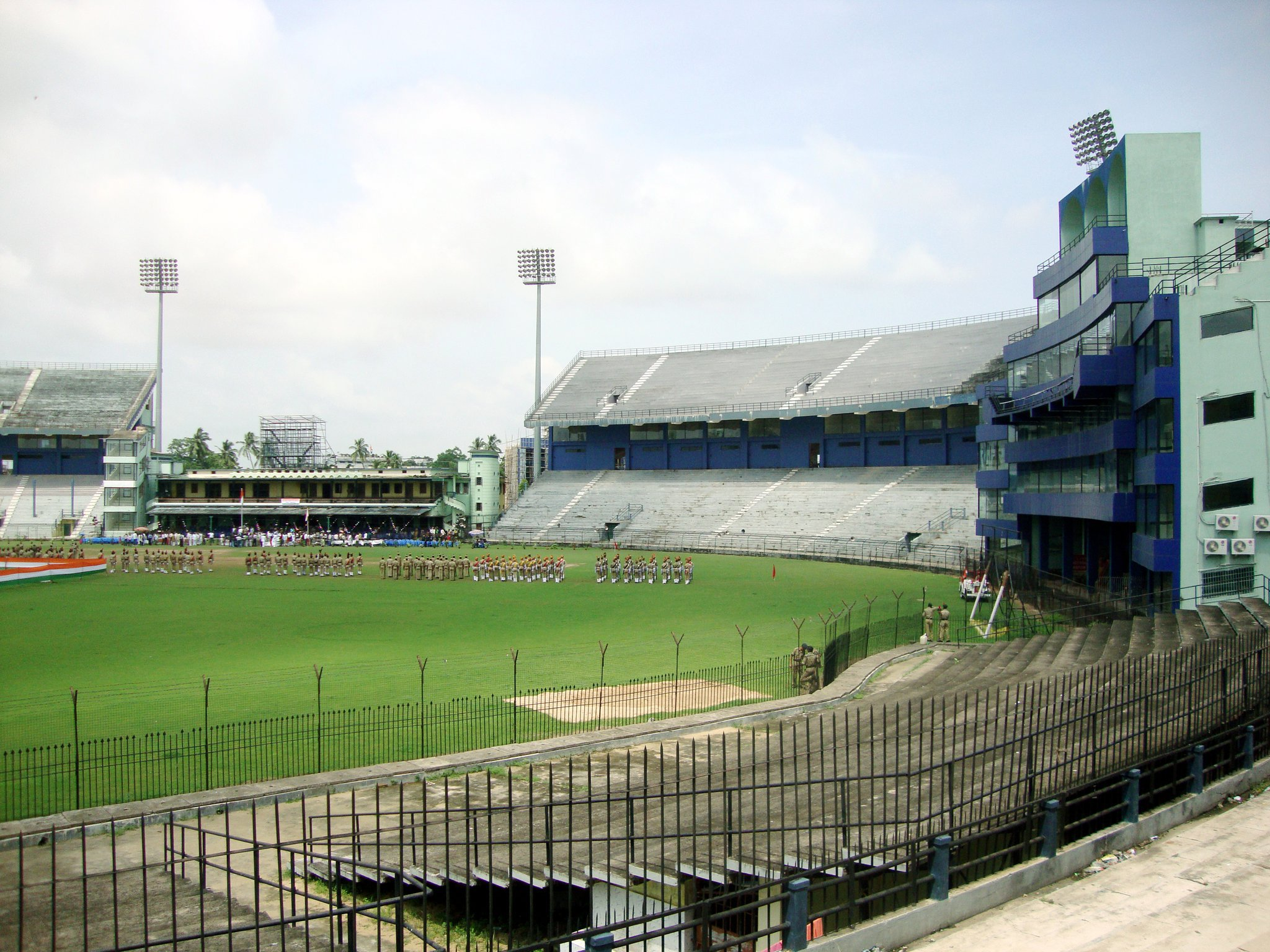
Barabati Stadium en Cuttack, Odisha
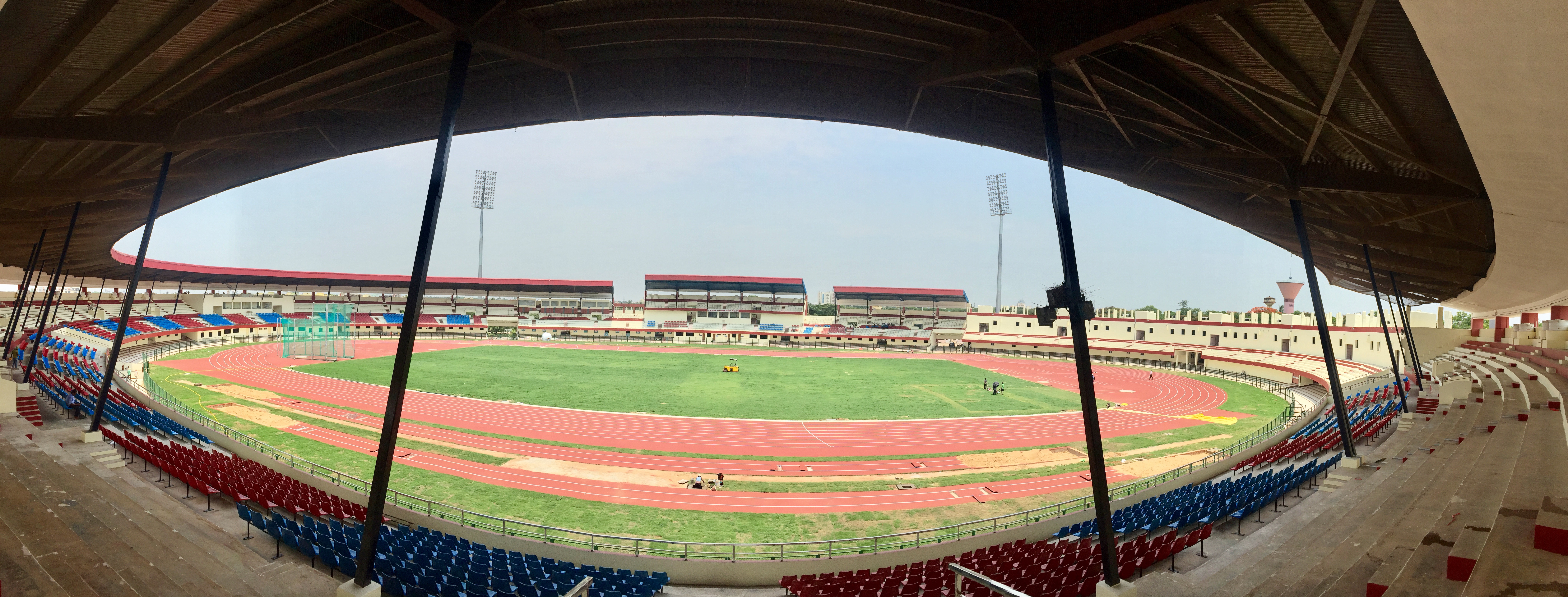
Kalinga Stadium en Bhubaneswar, Odisha
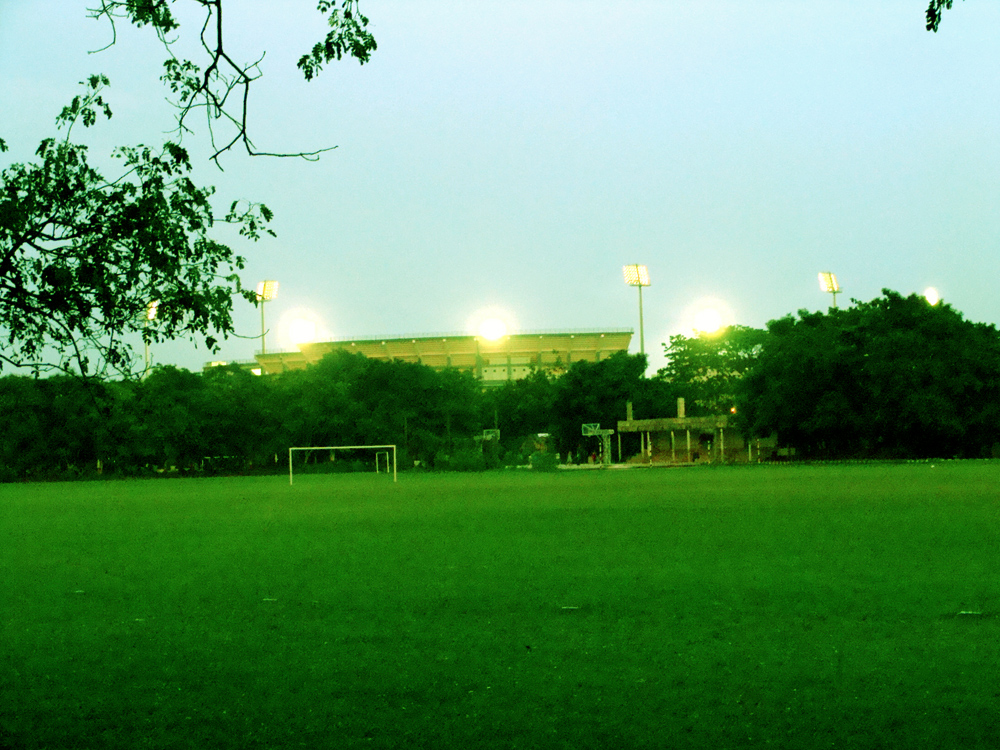
Satyabrata Stadium en Cuttack, Odisha

## Jugadores

### Equipo
- Datos: Q7077854